# Japans Grand Prix
Japans Grand Prix är en deltävling i formel 1-VM som ursprungligen kördes på Fuji International Speedway vid två tillfällen under 1970-talet. Sedan säsongen 1987 har loppet körts på Suzuka Circuit i Suzuka i Japan, med undantag för säsongerna 2007 och 2008 då loppet återigen kördes på Fuji International Speedway. 

## Vinnare Japans Grand Prix
| År   | Bana      | Förare             | Konstruktör      |
| ---- | --------- | ------------------ | ---------------- |
| 2025 | Suzuka    | Max Verstappen     | Red Bull         |
| 2024 | Suzuka    | Max Verstappen     | Red Bull         |
| 2023 | Suzuka    | Max Verstappen     | Red Bull         |
| 2022 | Suzuka    | Max Verstappen     | Red Bull         |
| 2021 | Kördes ej | Kördes ej          | Kördes ej        |
| 2020 | Kördes ej | Kördes ej          | Kördes ej        |
| 2019 | Suzuka    | Valtteri Bottas    | Mercedes         |
| 2018 | Suzuka    | Lewis Hamilton     | Mercedes         |
| 2017 | Suzuka    | Lewis Hamilton     | Mercedes         |
| 2016 | Suzuka    | Nico Rosberg       | Mercedes         |
| 2015 | Suzuka    | Lewis Hamilton     | Mercedes         |
| 2014 | Suzuka    | Lewis Hamilton     | Mercedes         |
| 2013 | Suzuka    | Sebastian Vettel   | Red Bull-Renault |
| 2012 | Suzuka    | Sebastian Vettel   | Red Bull-Renault |
| 2011 | Suzuka    | Jenson Button      | McLaren-Mercedes |
| 2010 | Suzuka    | Sebastian Vettel   | Red Bull-Renault |
| 2009 | Suzuka    | Sebastian Vettel   | Red Bull-Renault |
| 2008 | Fuji      | Fernando Alonso    | Renault          |
| 2007 | Fuji      | Lewis Hamilton     | McLaren-Mercedes |
| 2006 | Suzuka    | Fernando Alonso    | Renault          |
| 2005 | Suzuka    | Kimi Räikkönen     | McLaren-Mercedes |
| 2004 | Suzuka    | Michael Schumacher | Ferrari          |
| 2003 | Suzuka    | Rubens Barrichello | Ferrari          |
| 2002 | Suzuka    | Michael Schumacher | Ferrari          |
| 2001 | Suzuka    | Michael Schumacher | Ferrari          |
| 2000 | Suzuka    | Michael Schumacher | Ferrari          |
| 1999 | Suzuka    | Mika Häkkinen      | McLaren-Mercedes |
| 1998 | Suzuka    | Mika Häkkinen      | McLaren-Mercedes |
| 1997 | Suzuka    | Michael Schumacher | Ferrari          |
| 1996 | Suzuka    | Damon Hill         | Williams-Renault |
| 1995 | Suzuka    | Michael Schumacher | Benetton-Renault |
| 1994 | Suzuka    | Damon Hill         | Williams-Renault |
| 1993 | Suzuka    | Ayrton Senna       | McLaren-Ford     |
| 1992 | Suzuka    | Riccardo Patrese   | Williams-Renault |
| 1991 | Suzuka    | Gerhard Berger     | McLaren-Honda    |
| 1990 | Suzuka    | Nelson Piquet      | Benetton-Ford    |
| 1989 | Suzuka    | Alessandro Nannini | Benetton-Ford    |
| 1988 | Suzuka    | Ayrton Senna       | McLaren-Honda    |
| 1987 | Suzuka    | Gerhard Berger     | Ferrari          |
| 1977 | Fuji      | James Hunt         | McLaren-Ford     |
| 1976 | Fuji      | Mario Andretti     | Lotus-Ford       |